# یخدان انار
یخدان انار مربوط به دوره قاجار است و در شهرستان انار، شمال شرقی شهر انار واقع شده و این اثر در تاریخ ۹ بهمن ۱۳۸۴ با شمارهٔ ثبت ۱۳۹۶۴ به‌عنوان یکی از آثار ملی ایران به ثبت رسیده است.